# Gardena Ronda Express
Il Gardena Ronda Express è una funicolare in galleria a binario unico che congiunge gli impianti sciistici di Cesa Ruacia (ovvero la pista Saslong e il Sella Ronda) con gli impianti di Seceda-Col Raiser in val Gardena in provincia di Bolzano.

## Storia
L'inizio della storia della linea del Gardena Ronda Express inizia nel 1990 da un'idea dell'imprenditore gardenese Luis Schenk, di collegare alcuni impianti della val Gardena tra di loro, ovvero Seceda-Col Raiser con Ciampinoi (ove si trova la Saslong e il Sellaronda).
Nel 1992 l'ingegnere Klaus Rotter di Innsbruck progettò il tracciato, e il geologo Milli di Bolzano valutò il progetto dal punto di vista geologico, effettuando 14 sondaggi.
Si capì che l'attuazione del progetto era fattibile solamente con la costruzione di un tunnel, ma questo doveva però prevedere una soluzione anche per la zona di Plan da Tieja.
Nel dicembre del 1995, con a capo il dottor Andreas Sanoner, fu fondata la società di scopo Gherdeina Ronda SpA.
Nel 1998 fu deciso di presentare un nuovo progetto, radicalmente diverso, che nonostante fosse ritenuto un compromesso, passava per il corpo roccioso della montagna.
Nel 2002 furono scelte la ditta EdilMac di Gorle (BG), per lo scavo del tunnel e la ditta Schweigkofler Alois di Renon per la costruzione delle stazioni a valle e a monte, e il 31 marzo 2003 si diede inizio ai lavori, che terminarono con la realizzazione del traforo il 21 maggio 2004.
L'impianto fu inaugurato il 24 dicembre 2004 quale elemento qualificante dell'offerta Dolomiti Superski.

## Caratteristiche
Il percorso è scavato in tunnel e risulta lungo 1.244 metri, per un dislivello di 142 metri, con una pendenza media del 10%. È del tipo "a va e vieni", con incrocio a metà percorso.
Le vetture sono realizzate dalla ditta Leitner nello stabilimento di Torino, sono lunghe 15,5 m, larghe 2,3 m e pesano 15.500 kg; la loro capacità è di 140 persone, suddivise in 4 compartimenti, che ad una velocità di 10 m/s (36 km/h), compiono il viaggio in circa 3 minuti.
L'impianto, costruito dalla ditta Leitner, ha una portata di 2000 passeggeri all'ora circa.